# Museo Taurino (Bilbao)

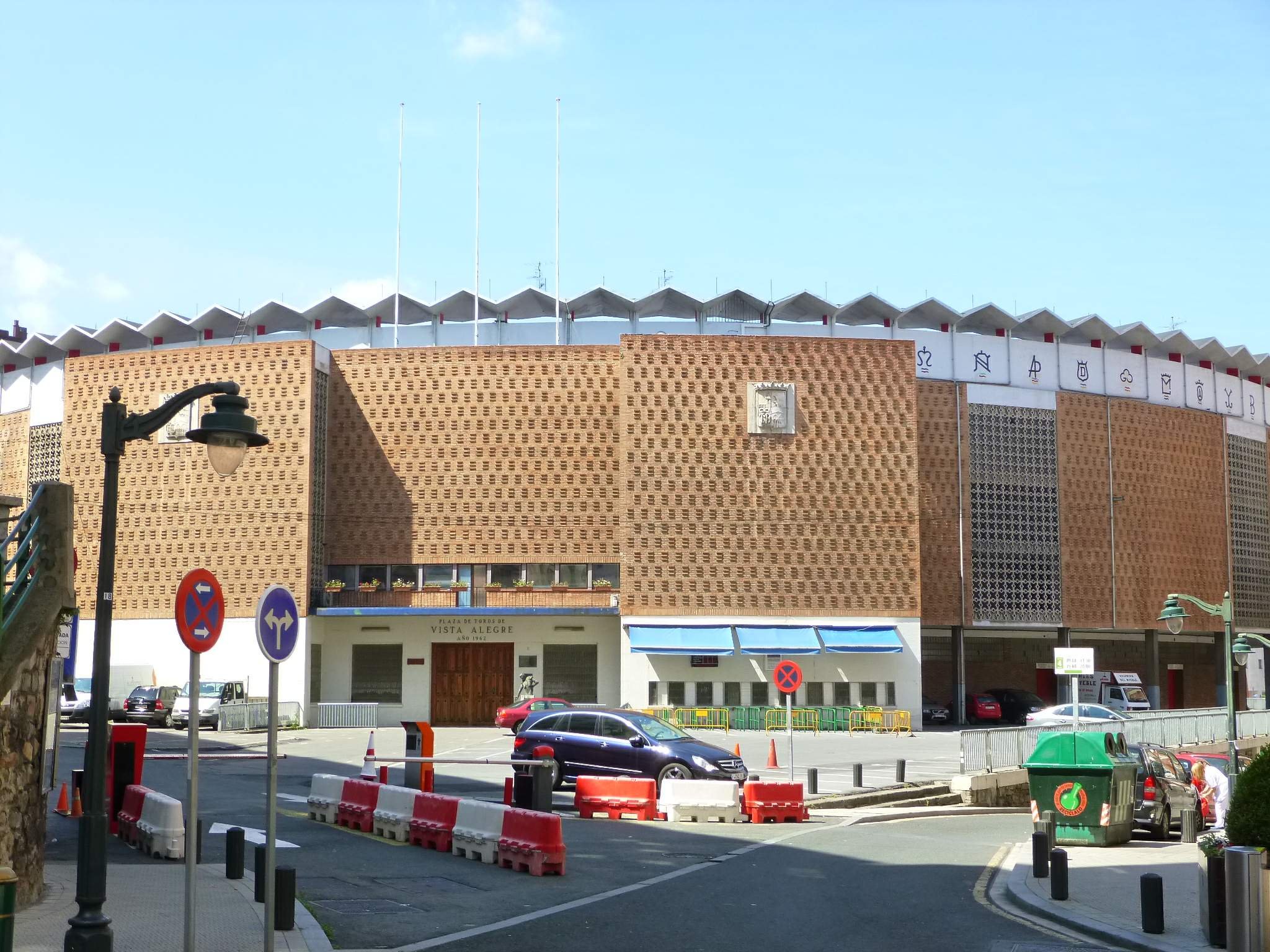
La plaza de toros de Vista Alegre de Bilbao, sede del Museo Taurino.

El Museo Taurino es un museo sobre la tauromaquia, fundado el 9 de junio de 1995 y ubicado en la plaza de toros de Vista Alegre de Bilbao (Bizkaia).

## Secciones del museo
El Museo Taurino de Bilbao se divide en ocho secciones sobre la historia de la tauromaquia:
- Las corridas de toros durante la Ilustración
- Toreros románticos
- Toreros de los años noventa y ochenta
- La era de "Guerrita"
- La Edad de Plata, que se extiende hasta la Segunda República
- La era de “ Manolete ”
- 50. década
- La era de "El Cordobés"

En ellas se pueden ver textos didácticos acompañados de más de cien imágenes, cuatro láminas de la serie Tauromaquia de Goya, cuatro carteles originales de estilos taurinos, cuatro cuadros de los hermanos Bringes, cabezas de toros famosos, dos trajes de toros de Antonio Ordoñez, un traje de " El niño de kapea ", un traje del picador Egaña, una espada de " Cocherito ", un capote de "Costillares", libros y maquetas de las antiguas plazas de toros de Bilbao.